# Fusarium brevicatenulatum
Fusarium brevicatenulatum är en svampart som beskrevs av Nirenberg, O'Donnell, Kroschel & Andrianaivo 1998. Fusarium brevicatenulatum ingår i släktet Fusarium och familjen Nectriaceae.   Inga underarter finns listade i Catalogue of Life.